# Гринвич (торговый центр)
«Гри́нвич» — крупнейший по площади торгово-развлекательный комплекс в Екатеринбурге. Здания расположены в квадрате улиц Радищева, 8 Марта и Куйбышева, с каждой из которых имеется отдельный вход. В 2019 году был построен ряд тоннелей и переходов, соединивших комплекс со станцией метро «Геологическая». Общая торговая площадь составляет 265 тыс. м².

## История

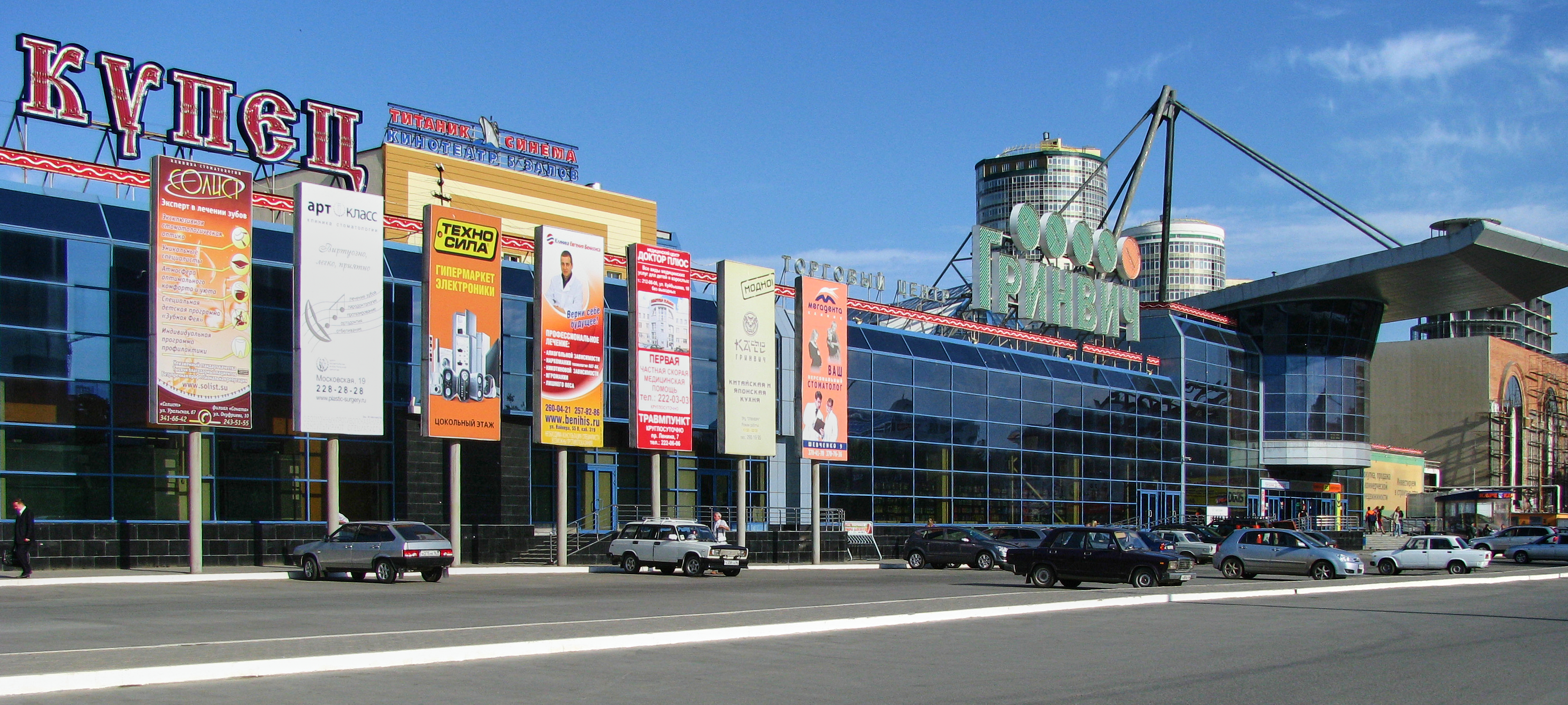
Супермаркет «Купец» и первая очередь «Гринвича» в 2009 году

В 1972 году на месте будущего торгового центра в доме № 46 по улице 8 Марта открылся первый в городе универсам с самообслуживанием, получивший в начале 1990-х годов название «Мария». К концу 1990-х годов из-за финансовых трудностей владельцы здания выставили его на продажу. В 2000 году здание выкупило агентство недвижимости «Малышева 73», учредителями которого являлись Игорь Заводовский и Константин Погребинский. Сумма сделки оценивается в 1,6 млн долларов.
18 августа 2001 года, в день города, в здании открылся круглосуточный супермаркет «Купец» площадью 4,6 тыс. м², ставший крупнейшим в городе. Оператором супермаркета партнёры выбрали Олега Хана, владельца Свердловской продовольственной компании. Сразу после запуска «Купца» владельцы начали переговоры с мэром города Аркадием Чернецким о строительстве торгового центра на углу улиц Радищева и Вайнера, где остался фундамент недостроенного в советские годы универмага. В итоге после череды имущественных конфликтов и разбирательств территорию отдали под проект «Малышева 73». Первые торговые галереи, давшие начало будущему торговому центру, были построены в 2004 году. Площадь первой очереди составила 20,5 тыс. м².
В феврале 2005 года на московской выставке «Молл-2005» компания «Малышева-73» представила макет третьей очереди торгово-развлекательного центра «Купец». В 2006 году сдали вторую очередь комплекса площадью 25,3 тыс. м². Открытие состоялось в апреле 2006 года. Якорными арендаторами были супермаркет «Купец», медиамаркет «Сфера», магазин бытовой техники «Техносила» и многозальный кинотеатр «Титаник-Синема».
В 2009—2014 годах были сданы 3-я и 4-я очереди комплекса, после чего общая площадь сооружений возросла до 220 тыс. м². 30 марта 2011 года в торговом центре «Гринвич» был открыт первый в Екатеринбурге универмаг «Стокманн».
В 2014—2019 годах на средства владельцев ТРЦ строился отдельный вход на станцию метро «Геологическая», открытую в 2002 году. Партнёры инвестировали средства для увеличения потока покупателей. Станцию и торговый центр соединили ряд вестибюлей и переходов, оборудованных 11 эскалаторами общей длиной 550 метров. Летом 2019 года помещения и оборудование были переданы на баланс метрополитена. Затраты на строительство составили 815 млн руб.
В 2014—2017 годах была сдана 5-я очередь торгового центра, также были реконструированы сооружения 1-й и 2-й очередей с увеличением общей площади до 265 тыс. м². В 2021 году на четвёртом этаже комплекса открылся фуд-маркет Estory площадью 5 тыс. м², рассчитанный на 1100 посетителей.
По состоянию на 2023 год «Гринвич» является крупнейшим торговым центром Екатеринбурга.
С 30 июня по 10 июля 2025 года торговый центр был закрыт для посетителей по решению Ленинского района суда Екатеринбурга из-за нарушений требований антитеррористической защищённости и пожарной безопасности.

## Награды
В 2010 году «Гринвич» получил федеральную премию Commercial Real Estate Awards в номинации лучший торговый центр России.
В 2011 году «Гринвич» стал первым в России торговым центром, получившим классификацию ААА от Российского совета торговых центров.

## Галерея

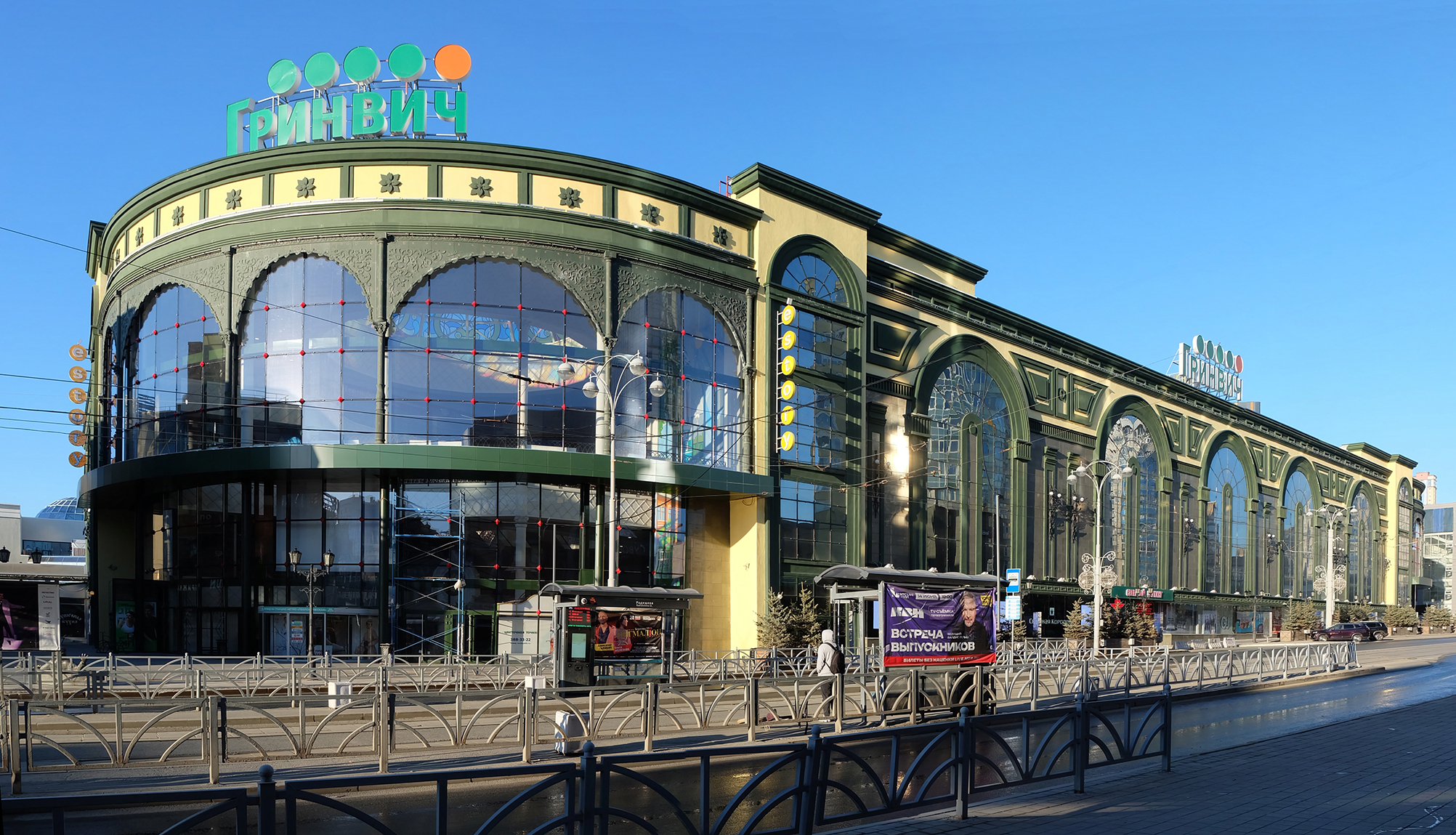
Вид с улицы Радищева (май 2024)
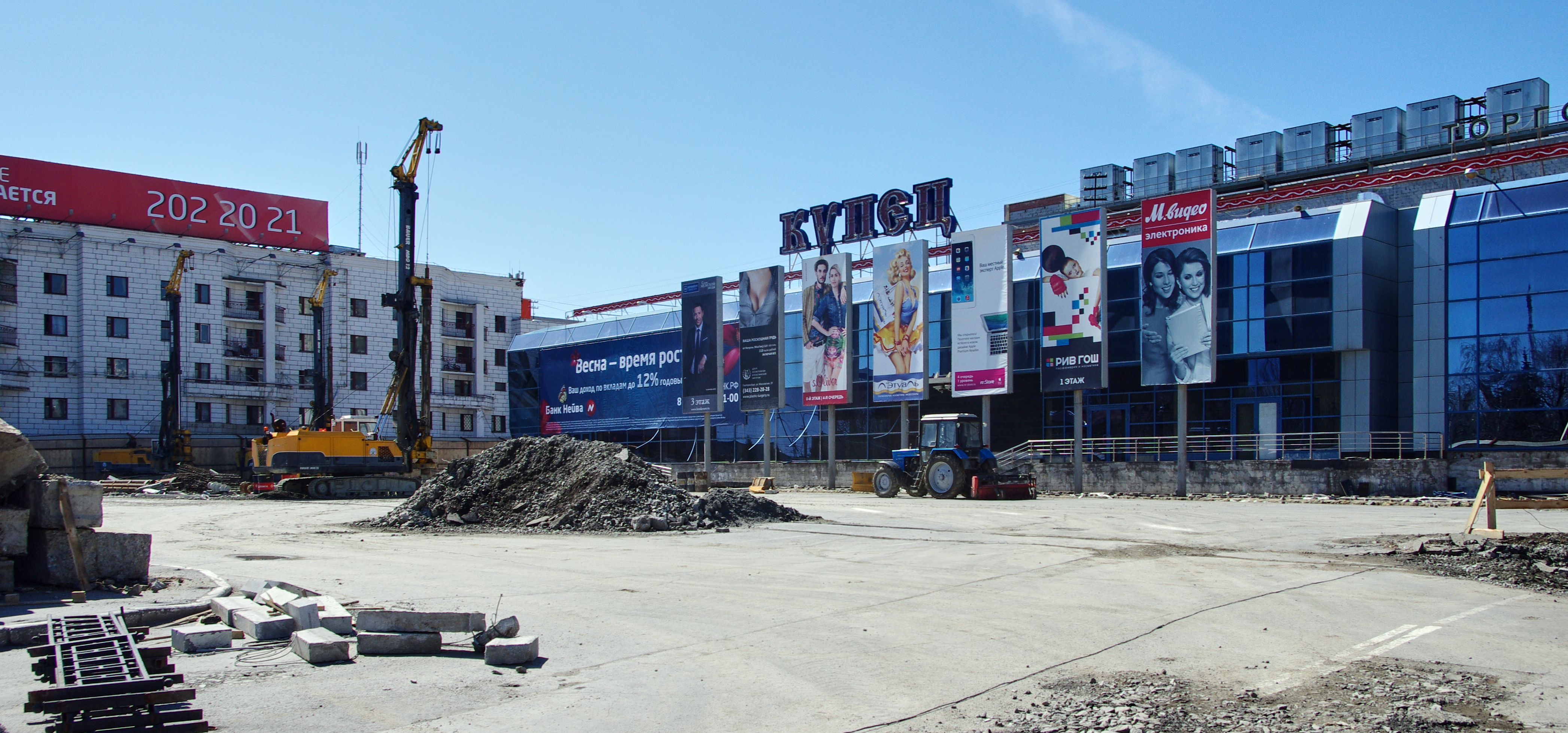
Строительные работы (май 2014)
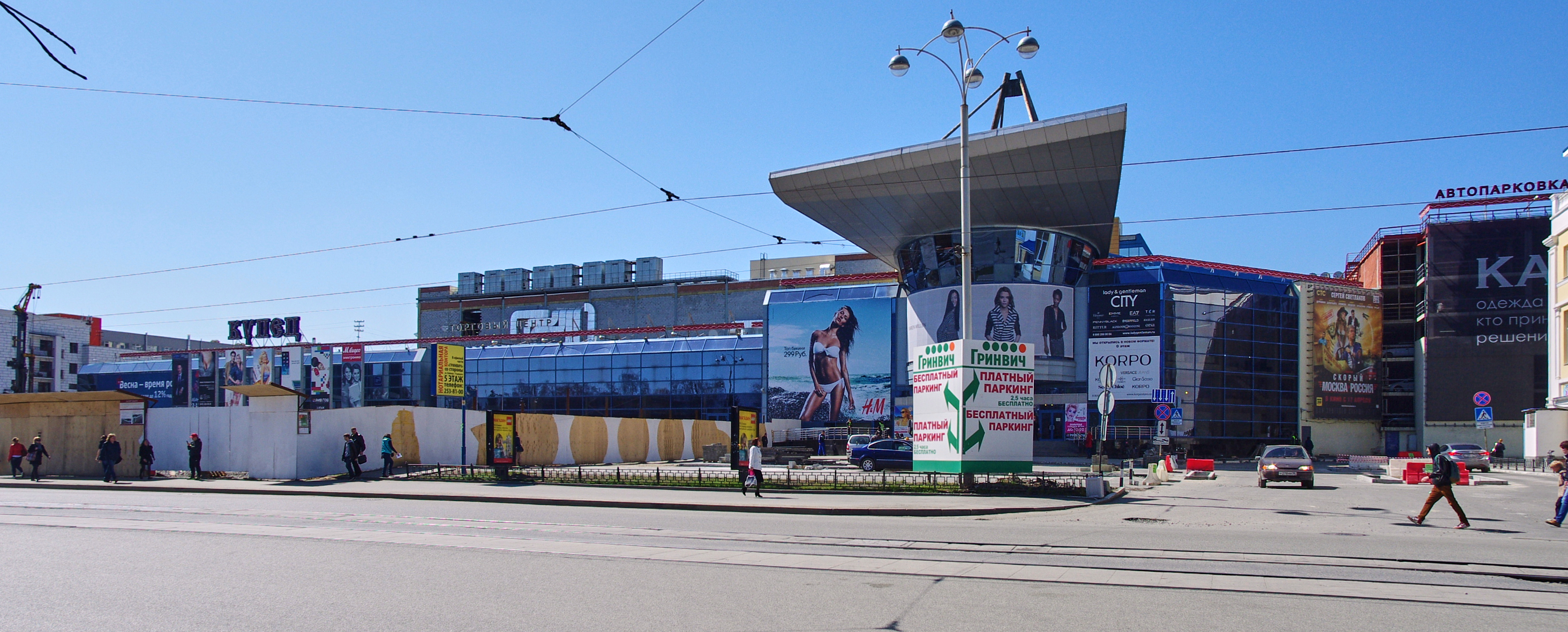
Вид с улицы 8 Марта (май 2014)
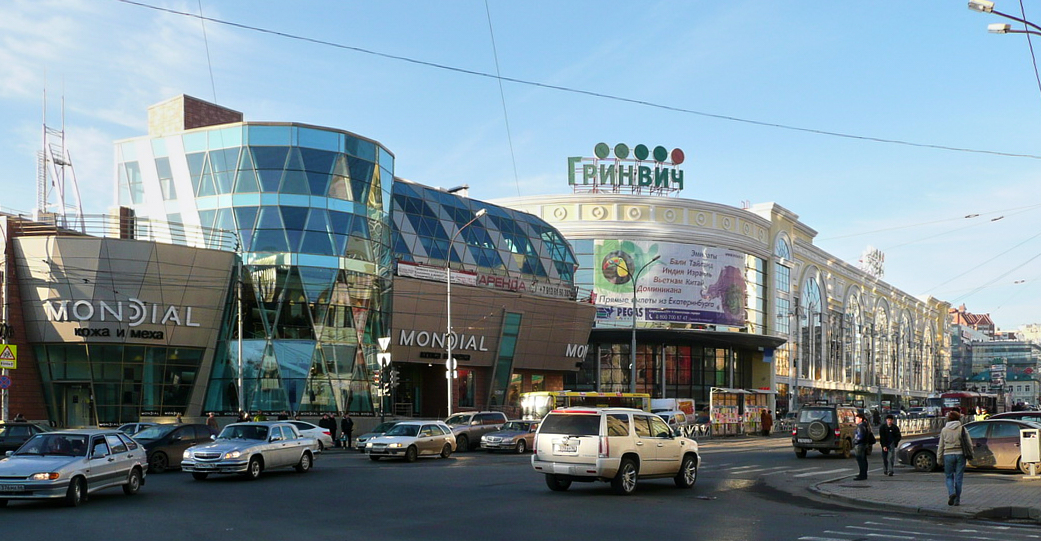
Вид с улицы Радищева (октябрь 2011)
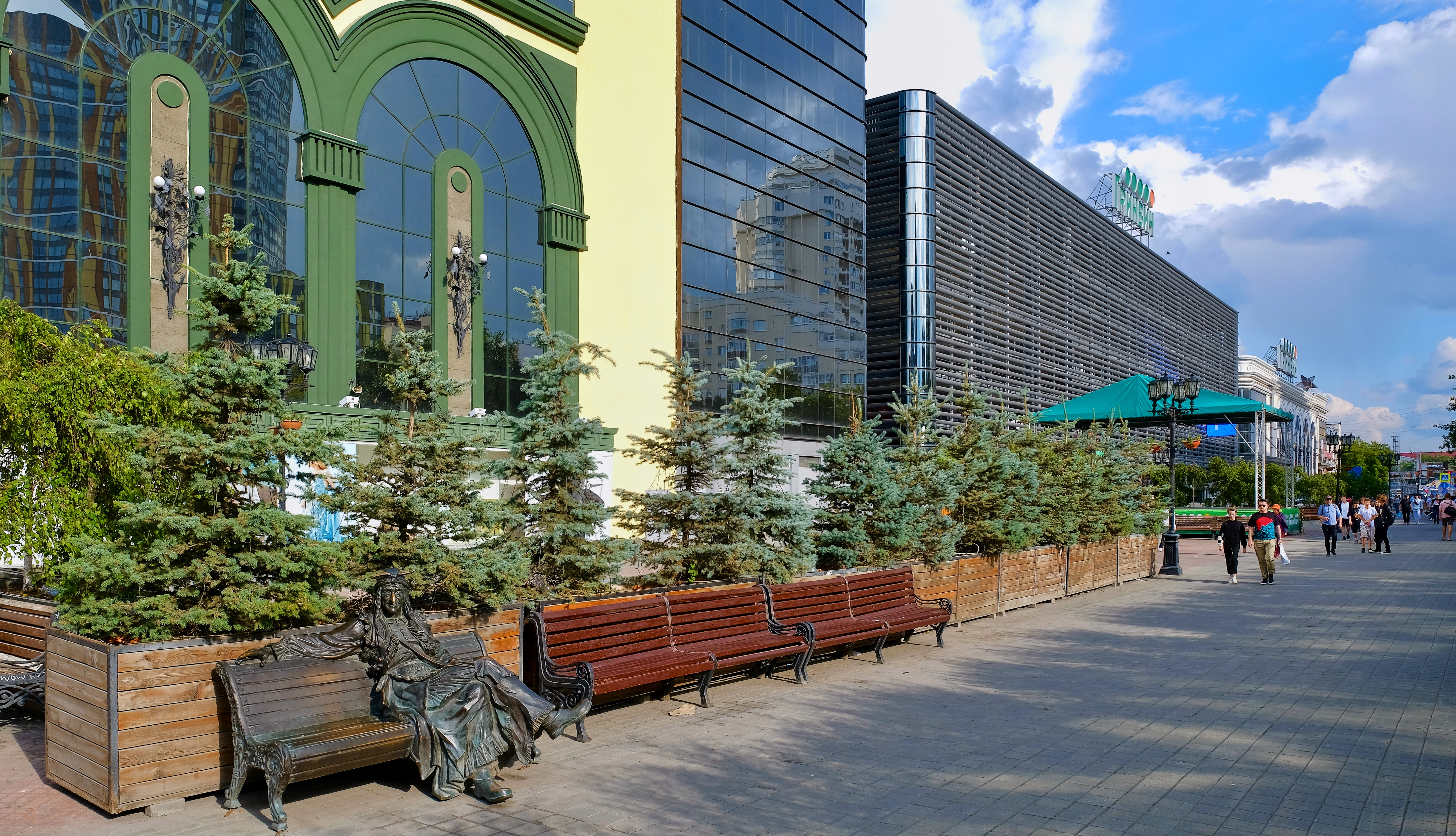
Вид с ул. Вайнера
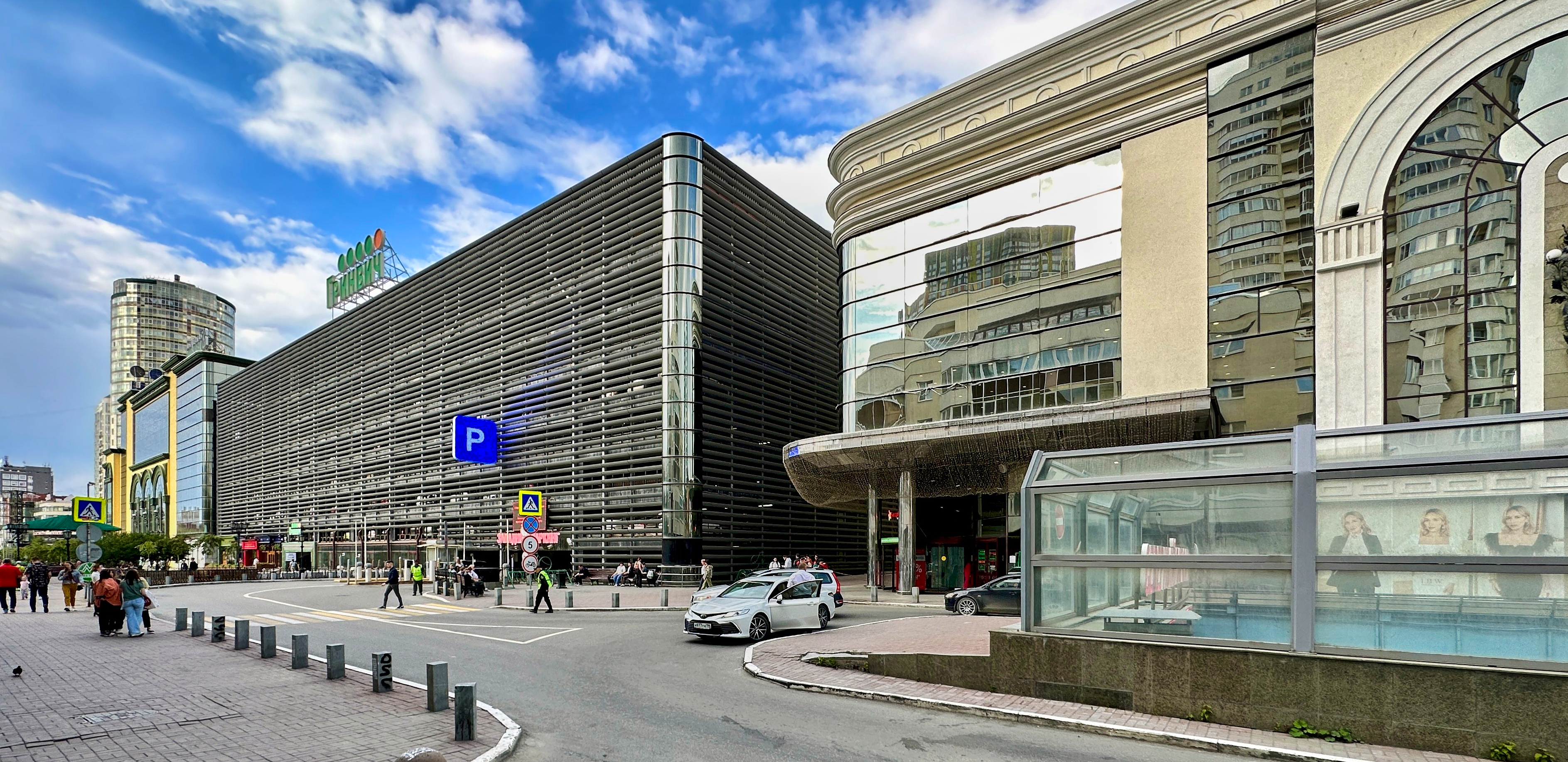
Въезд с ул. Вайнера
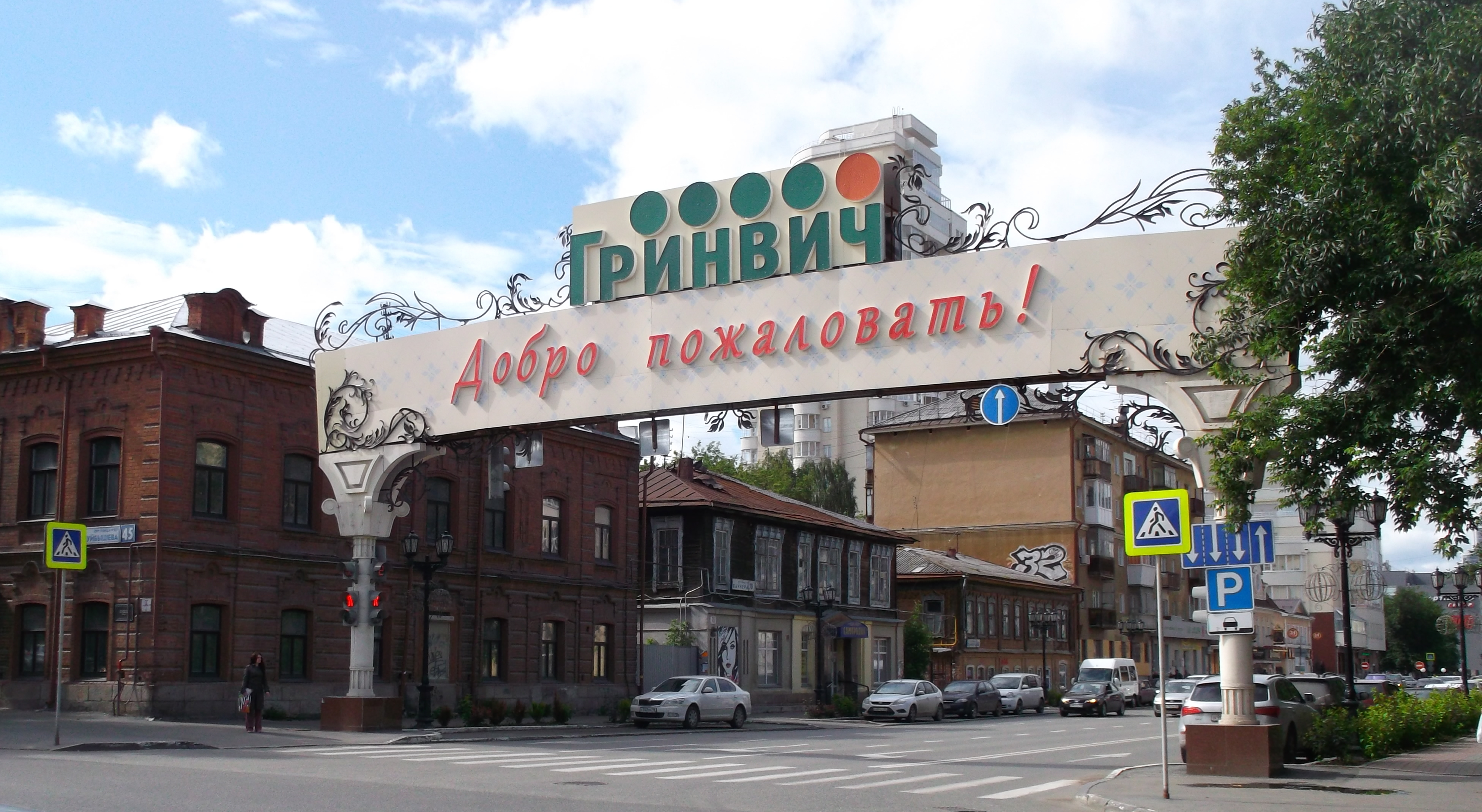
Въезд со стороны ул. Куйбышева
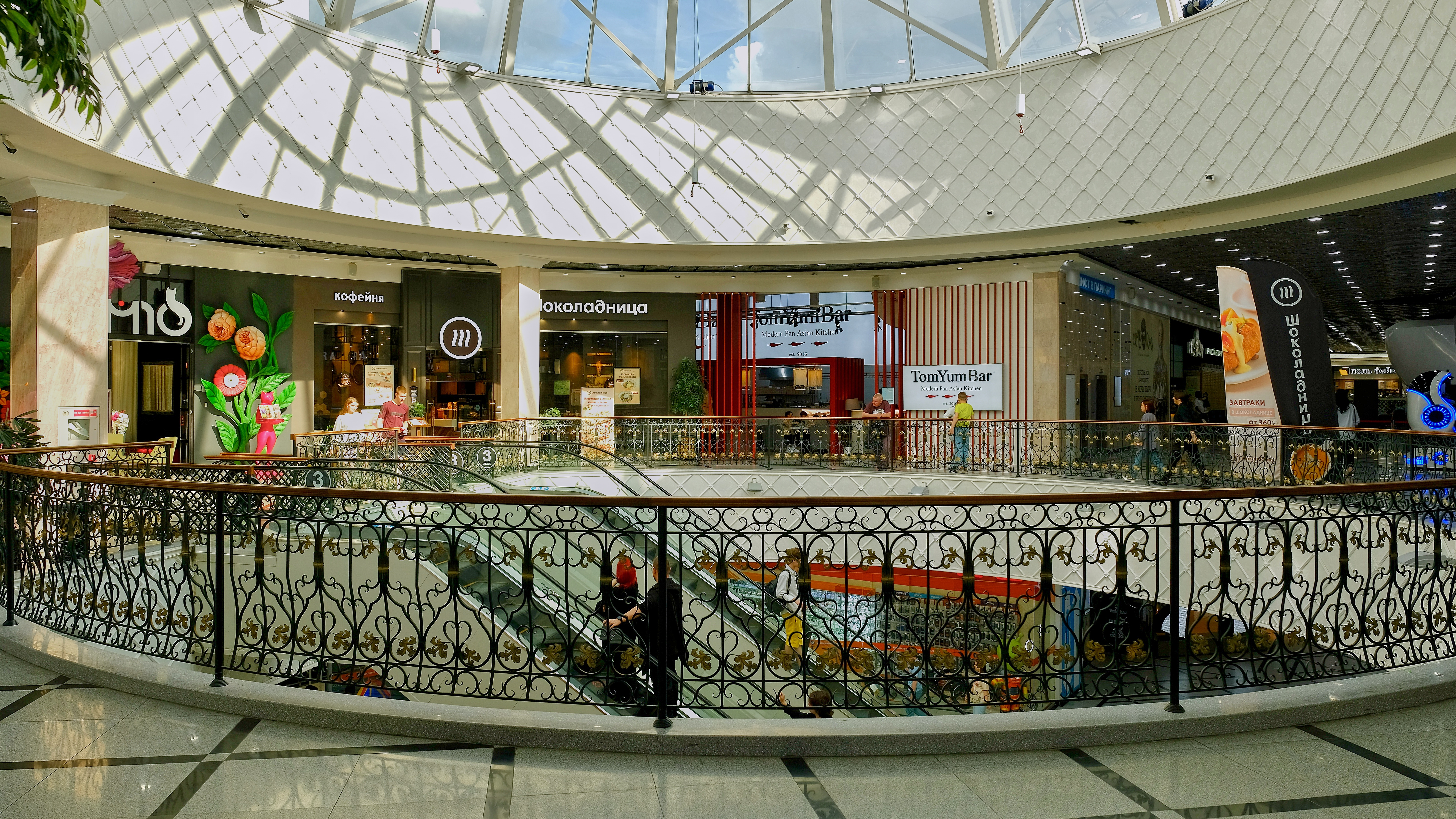
Интерьер 3-го этажа